# Thăng hạng và xuống hạng

Swansea City đã thi đấu ở tất cả các hạng đấu chuyên nghiệp của hệ thống các giải bóng đá ở Anh. Lịch sử của họ cho thấy các đội có thể thay đổi nhanh chóng giữa các cấp độ thông qua các lần thăng hạng hoặc xuống hạng liên tiếp.

Trong các giải đấu thể thao, thăng hạng và xuống hạng là một quá trình mà các đội được chuyển giao giữa nhiều hạng đấu dựa trên thành tích của họ cả mùa giải. (Các) đội xếp hạng cao nhất ở hạng đấu thấp hơn sẽ được thăng hạng lên hạng đấu cao hơn cho mùa giải tiếp theo và (các) đội xếp hạng thấp nhất ở hạng đấu cao hơn sẽ xuống hạng đến hạng đấu thấp hơn cho mùa giải tiếp theo. Trong một số giải đấu, vòng playoff hoặc vòng loại cũng được sử dụng để xác định thứ hạng. Quá trình này có thể tiếp tục thông qua một số cấp độ của các hạng đấu, với các đội được trao đổi giữa cấp độ 1 và 2, cấp độ 2 và 3, cấp độ 3 và 4, v.v. Trong mùa giải, các đội có vị trí đủ cao trong bảng xếp hạng mà họ có thể đủ điều kiện thăng hạng đôi khi được gọi là khu vực thăng hạng và các đội ở cuối bảng nằm trong khu vực xuống hạng (hoặc nói một cách thông tục là khu vực rớt hạng hoặc đối mặt với rớt hạng).